# Şehzade Mehmed
Şehzade Mehmed (en turco otomano: شاهزاده محمد) (Estambul, 31 de octubre de 1521 — Manisa, 7 de noviembre de 1543) fue hijo del sultán otomano Solimán el Magnífico y de su esposa, Hürrem Sultan. Fue enviado a gobernar la provincia de Manisa después de que su hermano Şehzade Mustafa fuese reasignado a la provincia de Amasya.

## Vida
Mehmed nació el 31 de octubre de 1521, cuando Solimán iba de regreso a Constantinopla después de la campaña en Belgrado. Su nacimiento se celebró en el campamento con sacrificios y distribución de limosnas. Su madre era Hürrem Sultan, hija de un sacerdote ortodoxo polaco. 
Tenía una hermana menor, Mihrimah Sultan y cuatro hermanos menores, Şehzade Selim (futuro Selim II), Şehzade Bayezid, Şehzade Abdullah, que murió a una edad temprana, y Şehzade Cihangir, quien nació con una joroba. 
Mehmed fue circuncidado junto con sus hermanos, Şehzade Mustafa y Şehzade Selim, el 27 de junio de 1530.  Durante su infancia, Mehmed vivió en el Antiguo Palacio. Se dice que era un príncipe amable y que era extremadamente apasionado al arte.
Los historiadores dicen que Şehzade Mehmed era muy parecido a su medio hermano mayor, Şehzade Mustafa, considerándolo como su modelo a seguir y teniendo una relación muy cercana desde la infancia. El viajero otomano, Evliya Çelebi lo describió como:  
"Un príncipe con cualidades aún más exquisitas que las de Mustafá, con un intelecto penetrante, un juicio sutil, una valía incomparable y de nobleza ejemplar."
Pero lo cierto es que vivió poco tiempo como para saber si era lo suficientemente apto para llegar al trono. Mehmed participó en la exitosa campaña de Esztergom con su padre. 
En febrero de 1534, Mustafa fue nombrado gobernador de Manisa. Mehmed, por otro lado, permaneció en la capital, y en 1537 se unió a su padre en su campaña a Corfú. En 1541, él y sus hermanos menores, Şehzade Selim y Şehzade Bayezid, acompañaron a su padre en su campaña a Buda.
Suleiman favoreció a su hijo y lo nombró su heredero contrariamente a la tradición. Poco después de su regreso de Corfú, en octubre de 1541, Solimán lo nombró gobernador de Manisa. También nombró a su otro hijo Selim, gobernador de Karaman. Antes del nombramiento, Şehzade Mustafa fue enviado a Amasya el 16 de junio de 1541.
Mehmed finalmente llegó a Manisa el 12 de noviembre de 1541. Según la tradición, su madre debería acompañar al príncipe, así como Mustafa estaba acompañado por su madre. Sin embargo, debido a la posición excepcional de Hürrem, como madre de más príncipes y como esposa legal del sultán, no acompañó a Mehmed. Sin embargo, eso no significa que lo hayan dejado solo. La institutriz de Mehmed lo acompañaba y por lo general, las institutrices estaban incluso más cerca de los niños que sus madres, por lo que Mehmed ciertamente no sufrió falta de apoyo.
Un registro de Manisa indica que, sin embargo, visitó a Mehmed a mediados de 1543, poco antes de su muerte.

## Muerte

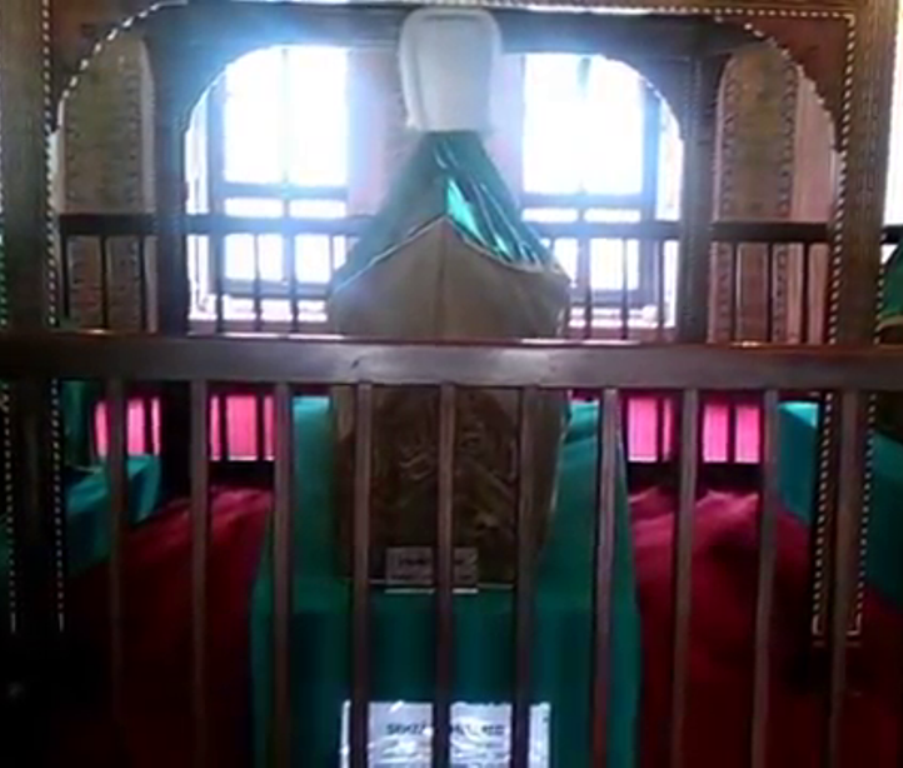
La tumba de Şehzade Mehmed

El 31 de octubre de 1543, el príncipe cayó enfermo durante las festividades públicas celebradas en honor de la última campaña militar de su padre en Manisa. Murió poco después, la noche del 7 de noviembre, probablemente de viruela. 
Hürrem casi había llegado al campamento de Solimán en Edirne cuando recibió de Manisa la devastadora noticia: Mehmed había muerto. 
Los registros de Manisa encontrados, escribieron sobre la muerte del príncipe lo siguiente:  
“El día en que un agha trajo la noticia de la conquista de Esztergom y Belgrado, se celebró una gran ceremonia y fuegos artificiales en Manisa, y al mismo tiempo Şehzade Mehmed cayó enfermo. Estuvo en cama durante seis días y antes de la séptima noche de noviembre, el príncipe murió. Después de un breve período de luto, Su maestro y tesorero, Daftadar Ibrahim Çelebi partió inmediatamente hacia Estambul con el cuerpo del príncipe."
La muerte de Şehzade Mehmed según los registros, fue a causa de viruela, de la cual de hecho había un rebrote en Manisa que comenzó a mediados de septiembre. Otros teorizan la peste. 
El cuerpo de Mehmed llegó a Estambul el 18 de noviembre y fue como cuentan los embajadores: "Un funeral digno de un príncipe". Lo que demuestra el aprecio de Solimán a su hijo. Una asamblea considerable, compuesta por eruditos, ancianos religiosos, habitantes del palacio, residentes de la ciudad y el propio sultán, esperaba la llegada. Posteriormente, la procesión aumentada ascendió la colina hasta la mezquita de Bayezid II para la oración fúnebre.   
El funeral se llevó a cabo en la Plaza Beyazid y su cuerpo estuvo en una tumba temporal.   
Después de eso, en lugar de los 3 días habituales de vestimenta de luto, Solimán ordenó oraciones por el alma de su hijo durante 40 días y los paşa tuvieron que vestir ropas de luto durante 40 días en lugar de los 3 habituales. El propio sultán vistió sólo de negro durante mucho tiempo.  
Después de la muerte de Mehmed, Solimán hizo que el famoso arquitecto imperial Mimar Sinan construyera la Mezquita Şehzade, para conmemorar a Mehmed. Además, Solimán compuso una elegía para Mehmed y terminó el poema con la línea: "El más distinguido de los príncipes, mi sultán Mehmed".
La construcción del complejo de la mezquita de Mehmed duró unos cinco años, durante los cuales tanto Solimán como Hürrem visitaron varias veces el lugar de construcción y comentaron sobre los trabajos que allí se estaban realizando. Sus cuidados son un buen indicio de que quizás el rumor de que Mehmed era el hijo más querido de Solimán y aunque no era el más digno para el trono, su padre lo favorecía y estaba dispuesto a romper nuevamente las leyes del Imperio Otomano.Tal como lo había hecho para concretar su matrimonio con Hurrem. 

## Descendencia
El único descendiente de Mehmed fue una niña:
- Hümaşah Sultan (c.1543 — c.1582), los registros dicen que su madre fue una concubina llamada Aya Hatun. A pesar de que sería su única hija, Hümaşah se convirtió en una de las sultanas más adineradas e influyentes de la época. En 1566, se casó por primera vez con Damat Ferhad Mehmed Pasha. Después de la muerte de su esposo en 1575, se casó por segunda vez ese mismo año, con Damat Lala Kara Mustafa Pasha. Se casó por tercera y última vez en 1581 con Damat Gazı Mehmed Pasha. Tuvo descendencia de sus dos primeros matrimonios.